# Воля-Ідзіковська
Воля-Ідзіковська (пол. Wola Idzikowska) — село в Польщі, у гміні Файславиці Красноставського повіту Люблінського воєводства.
Населення — 619 осіб (2011).

## Демографія
Демографічна структура станом на 31 березня 2011 року:
|          | Загалом | Допрацездатний вік | Працездатний вік | Постпрацездатний вік |
| -------- | ------- | ------------------ | ---------------- | -------------------- |
| Чоловіки | 301     | 55                 | 211              | 35                   |
| Жінки    | 318     | 60                 | 176              | 82                   |
| Разом    | 619     | 115                | 387              | 117                  |